# Stella/Anna ti ricordi
Stella/Anna ti ricordi è un 45 giri del 1977 del cantante italiano Riccardo Fogli.
Entrambi i brani sono di Carla Vistarini e Luigi Lopez e sono estratti dall'album Il sole, l'aria, la luce, il cielo.